# İlham Zəkiyev
İlham Zəkiyev (3 de marzo de 1980) es un deportista azerbaiyano que compite en judo adaptado. Ganó cuatro medallas en los Juegos Paralímpicos de Verano entre los años 2004 y 2020.

## Palmarés internacional
| Juegos Paralímpicos | Juegos Paralímpicos   | Juegos Paralímpicos | Juegos Paralímpicos |
| Año                 | Lugar                 | Medalla             | Categoría           |
| ------------------- | --------------------- | ------------------- | ------------------- |
| 2004                | Atenas (Grecia)       | Medalla de oro      | +100 kg             |
| 2008                | Pekín (China)         | Medalla de oro      | +100 kg             |
| 2012                | Londres (Reino Unido) | Medalla de bronce   | +100 kg             |
| 2020                | Tokio (Japón)         | Medalla de bronce   | +100 kg             |
| 2024                | París (Francia)       | Medalla de bronce   | +90 kg J1           |